# بیمارستان امیلیو بورگواردت
بیمارستان امیلیو بورگواردت (به اسپانیایی: Hospital Vecinal Emilio Burgwardt) یک بیمارستان در آرژانتین است که در لانگچمپز (بوئنوس آیرس) واقع شده‌است.